# 石川県農業短期大学
石川県農業短期大学（いしかわけんのうぎょうたんきだいがく、英語: Ishikawa Agricultural College）は、石川県石川郡野々市町末松1-308に本部を置いていた日本の公立大学である。1971年に設置され、2006年に廃止された。大学の略称は農大、県短または農短。

## 概要

### 大学全体
- 石川県石川郡野々市町[注 1]に所在した日本の公立短期大学で、設置主体は石川県[2]。
- 1971年に開学。当初は農学科のみで入学総定員60名体制の単科短大だったが[3]、順次学科が増設され最終的には3学科体制となる。
- 2004年度の入学生を最後に[注釈 2]、2006年に短期大学としての使命を終える[5]。

### 教育および研究
- 石川県農業短期大学における専門教育[注 3]
  - 生物生産学科：植物や動物の生産何れかの分野を重点的に学ぶのみならず、生産を取り巻く社会や自然環境についても学べるのが特徴となっており、作物生産学・植物育種学・園芸生産学・土壌環境科学・植物病理学・家畜栄養学・農業経営学などの科目があった。
  - 農業工学科：食料を生産する田畑などの造成や田畑へ水を供給するダムや河川の設計・造成について学ぶための学科で、測量学・測量実習・水理学・土質工学・道路工学・コンクリート工学・農業情報工学などの専門科目があった。
  - 食品科学科：食品の原料から製品までを対象に食品の生産活動の場で必要な知識や技術を学ぶための学科で、食品化学・食肉加工学・食品衛生学・畜産食品学・水産加工実習・酵素化学・乳製品製造学・食料経済学などの科目があった。
- 一般教育科目にはスペイン語が設置されていた。

### 学風および特色
- 石川県農業短期大学には「食談会」と称した学生自治会主催の新入生歓迎イベントが催されていた。
- 聴講生・科目等履修生・研究生・実習生制度などを実施していた[6]。

## 沿革
- 1971年
  - 1月27日 左記を以て文部省[注 4]より短期大学の設置が認可される[8]。
  - 4月1日 石川県農業短期大学が以下の学科体制にて開学する[9]。
    - 農学科 入学定員60名

  - 5月1日 学生数[10]/定員
    - 農学科 64[注 5]/60
- 1973年
  - 4月1日 以下の学科を増設する[11]。
    - 農業工学科 入学定員30名

  - 5月1日 学生数[12]/定員
    - 農業工学科 30[注 6]/30
- 1977年
  - 4月1日 以下の学科を増設する[13]。
    - 畜産学科 入学定員20名

  - 同 農学科の入学定員を60→50に減員。
  - 5月1日 学生数[14]/定員
    - 畜産学科 23[注 7]20
- 1993年
  - 4月1日 学科名を以下の通り変更する[15]。
  - 農学科→生物生産学科
  - 畜産学科→食品科学科
- 1993年
  - 5月1日 学生数[16]/定員
    - 生物生産学科 48[注 8]/50
    - 食品科学科 30[注 9]/30
    - 農学科 57[注 10]/50
    - 畜産学科 24[注 11]/20
- 1996年
  - 2月16日 左記をもって旧来の農学科、畜産学科を正式に廃止される[17]。
- 1999年
  - 5月1日 学生数[18]/定員
    - 生物生産学科 115[注 12]/100
    - 農業工学科 79[注 13]/60
    - 食品科学科 69[注 14]/60
- 2004年
  - 4月1日 この年度をもって学生募集を最終とする[注釈 2]。
- 2006年
  - 6月14日 左記をもって正式に廃止[5]。

## 基礎データ

### 所在地
- 石川県石川郡野々市町末松1-308[注釈 1]

## 象徴
- 石川県農業短期大学のカレッジマークは右記にあり[6]。

## 教育および研究

### 組織

#### 学科[注 15]
- 生物生産学科 入学定員50名
- 農業工学科 入学定員30名
- 食品科学科 入学定員30名

#### 専攻科
- なし

#### 別科
- なし

#### 取得資格について
- 測量士補資格が農業工学科にて設置されていた[6]。

#### 附属機関[6]
- 附属農業資源研究所：1984年に設置された。
- 附属図書館
- 附属実験農場
- 附属経営農場

### 研究
- 『石川県農業短期大学研究報告』[1]

### 教育
- 現代的教育ニーズ取組支援プログラム：2004年に選定された。

## 学生生活

### 部活動・クラブ活動・サークル活動
- 石川県農業短期大学で活動していたクラブ活動[6]。
  - 体育系：バレーボール・バスケットボール・バドミントン・卓球・テニス・サッカー・水泳・ビリヤードほか
  - 文化系：ハイキング・「ほたるの（環境問題研究）」ほか

### 学園祭
- 石川県農業短期大学の学園祭は「農大祭」と呼ばれ、例年10月に行われていた[6]。

### スポーツ
- 中部公立短期大学交歓競技会や富山県立大学短期大学部との交歓競技会に参加していた[6]。

## 施設

### キャンパス
- 設備：短大校舎・各種実習棟などをおいていた[6]。

### 寮
- 石川県農業短期大学には学生寮は置かれていなかった[6]。

## 対外関係

### 他大学との協定
- 富山県立大学短期大学部

## 社会との関わり
- 公開講座を行っていた[6]。

## 卒業後の進路について

### 編入学・進学実績[6][20]
- 生物生産学科：帯広畜産大学・弘前大学・山形大学・茨城大学・岐阜大学・三重大学・京都教育大学・神戸大学・鳥取大学・島根大学・山口大学・愛媛大学・東京農業大学・富山県立大学短期大学部専攻科ほか。
- 農業工学科：北海道大学・岩手大学・新潟大学・金沢大学・佐賀大学・富山県立大学短期大学部専攻科。
- 食品科学科：筑波大学・富山大学・信州大学・香川大学・酪農学園大学・南九州大学・富山県立大学短期大学部専攻科ほか。